# Squeezed (EP)
Squeezed es un EP de la banda de rock estadounidense What Is This?, lanzado en 1984.

## Listado de canciones
1. I Am a House
2. Mind My Have Still I
3. Squeezed
4. My Head Is a Drum
5. Days of Reflection

## Miembros de la banda
- Alain Johannes: Vocalista y guitarra
- Hillel Slovak: Guitarra
- Chris Hutchinson: Bajo
- Jack Irons: Batería

- Datos: Q7582225